# Biserica de lemn din Vălari
Biserica de lemn din Vălari, Hunedoara, se află în partea de jos a satului și este datată dendrocronologic din anul 1677. Farmecul locului și calitatea artistică a construcției răsplătesc efortul de a o vizita. Ceea ce surprinde vizitatorii și specialiștii este tehnica de construcție, cu stâlpi prinși în tălpi și grinzi de stejar și cu fundătură din scânduri de brad bătută pe interior. Această mică biserică de țară este un relict în arhitectura de lemn sacrală, unica de acest fel cunoscută până în prezent în țară. O biserică asemănătoare a existat în satul vecin Toplița până în 1932 și alta în satul Hășdat până în 1938, amândouă înlocuite de biserici de zid.

## Conservare
Biserica de lemn Sfântul Nicolae din Vălari nu mai este folosită de parohie din 1936, de când s-a sfințit biserica de zid, și din acest motiv a căzut în paragină. Ploile trec prin acoperișul șubred, iar o ciupercă xilofagă s-a întins pe lângă tălpile longitudinale în navă. Aceste probleme cer intervenții de conservare urgente. Unicitatea și valoarea acestui lăcaș de cult motivează salvarea lui. Biserica este înscrisă pe vechea listă a monumentelor istorice prin HCM 1160/1955, poz. 1439, și pe noua listă, din iulie 2000, sub codul HD-II-m-A-03472.

## Documentare
Bisericile de lemn din județul Hunedoara au fost inventariate de Coriolan Petranu înainte de 1940. Din păcate, materialul documentar valoros a rămas nepublicat și în prezent este pierdut în arhive. Ioana Cristache-Panait a făcut o nouă inventariere a bisericilor de lemn din județ pe care a publicat-o în anul 2000. Despre biserica de lemn din Vălari ea a scris că este cea mai bătrână și cea mai deosebită din zona Pădurenilor, datând-o din secolul al XVI-lea, odată cu primele menționări scrise ale așezării, datorită caracterului arhaic al tehnicii de construcție. Pe lista monumentelor istorice biserica de lemn Sf. Nicolae din Vălari apare datată din secolul 17.

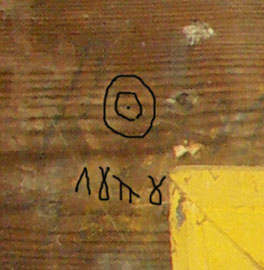
„Lupu”

Tradiția orală susține că biserica a fost adusă cu mai bine de două secole în urmă din Poiana Răchițelii, unde a fost folosită timp de un secol. Ioana Cristache-Panait a surprins de asemenea tradiția mutării bisericii în Vălari din Poienița Tomii, însă, în lipsa unor însemnări de mutare și datorită existenței anterioare a unei biserici asemănătoare în satul vecin Toplița, cercetătoarea a înclinat să susțină ridicarea bisericii de lemn de la bun început de către vălăreni.
A fost recent datată prin metoda dendrocronologică din anul 1677. Turnul a fost și el datat, din anul 1802. Printre însemnări vechi reținem anul 1733 scrijelit pe peretele vestic, în tinda femeilor. Anul 1736 este zgâriat pe peretele nord-estic al altarului. Pe același perete este scris anul 1812 cu cărbune. Tot cu cărbune a fost scris anul 1830 pe peretele exterior vestic. Pe pereții interiori se pot identifica mai multe însemnări și desene interesante, zgâriate sau scrise cu cărbune. Printre ele apare, pe peretele vestic în tinda femeilor, numele „Lupu” având deasupra sa un semn de identitate format din cercuri concentrice. Nu departe apar, ușor zgâriați, șerpi-balauri, scoși, parcă, din mitologia dacilor.
Biserica a fost reparată în urmă cu aproximativ 60 de ani, când au fost înlocuiți tălponii construcției. Dranița de pe turn și biserică a fost renovată acum circa 30 de ani.

## Arhitectură

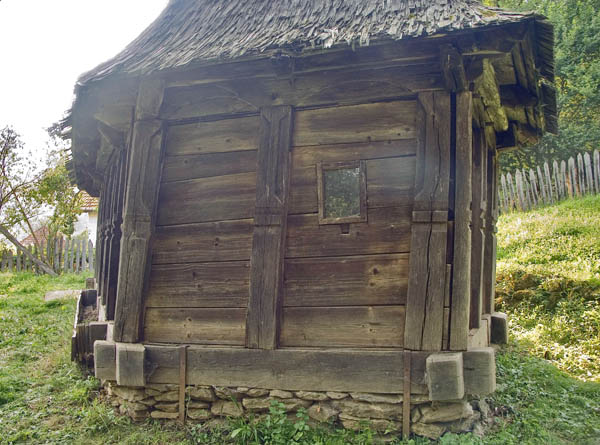
Vălari, în axul altarului

Biserica de lemn din Vălari este construită într-o tehnică aparent asemănătore bisericilor de lemn în căței din Banat, la rândul lor puține la număr. Acestea au stâlpii dăltuiți astfel încât dulapii să fie prinși între stâlpi. Această tehnică este larg răspândită la case și anexe și este apreciată pentru economia de material lemnos. La biserica de lemn din Vălari soluția este mai simplă și, se pare, mai arhaică. Stâlpii (uștiorii) nu sunt dăltuiți pe părțile lor laterale iar dulapii (umplătura) sunt fixați cu cuie de fierar în dosul stâlpilor. După uscare, între dulapii fixați au apărut spații libere, ceea ce a creat probleme de izolare a pereților, și așa subțiri. Spațiile au fost acoperite din interior cu șipci. Între șipci se pare că au fost cândva xilogravuri.
Uștiorii, sau stâlpii, sunt prinși prin cozi în tălponi dedesubt și în grinzi de-asupra, formând o ramă la fiecare perete exterior. Această structură de rezistență este făcută din lemn de stejar. Fundătura de dulapi de brad rigidizează pereții. Dulapii de brad au fost tăiați mecanic, posibil la un gater de apă existent în zonă în urmă cu câteva secole. Însemnările numeroase de pe ei certifică vechimea lor.
Despre vechimea tehnicii constructive este greu să ne exprimăm ferm în acest moment. Totuși, nu putem trece cu vederea asemănarea evidentă și semnificativă cu templele dacilor de pe columna lui Traian{necesită citare}. Cuiele marcate vizibil la colțurile construcțiilor de pe basoreliefuri ar putea fi cepurile de lemn cu care dacii prindeau dulapii de stâlpii verticali, așa cum s-a păstrat la biserica din Vălari, în vechiul ținut al Pădurenilor, în inima Daciei. Din această perspectivă biserica de lemn apare drept un martor încă în picioare de arhitectură sacră dacică, binențeles, într-o formă adaptată la lăcașul de cult creștin. Principiul constructiv este același chiar dacă dulapii sunt prinși pe interior cu cuie de fierar. Tăierea dulapilor la gater și folosirea cuielor de fier pentru prinderea lor indică, de fapt, un efort financiar suplimentar al comunității la ridicarea acestei biserici.

## Trăsături

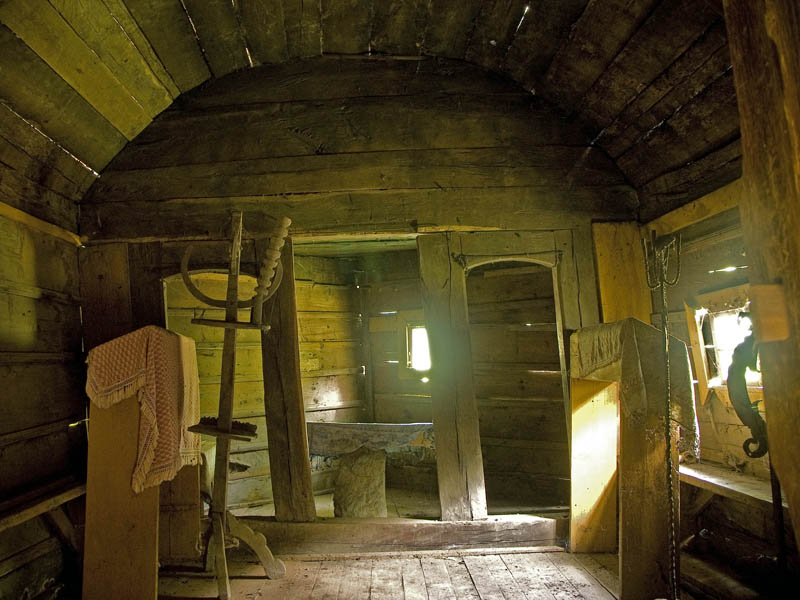
Nava şi iconostasul bisericii din Vălari

Biserica are un plan dreptunghiular, împărțit între tinda femeilor și biserica bărbaților, plan specific bisericilor de lemn de țară. Altarul se află în prelungire, spre răsărit, și se încheie cu unghi în ax, o rezolvare mai rar întâlnită. Planul are dimensiunile modeste ale unei biserici foarte mici, cca 3,6 x 8,4 m, cu o capacitate maximă de aproximativ 80 de credincioși.
„Uștiorii împuiați” din jurul bisericii dau construcției caracterul său aparte. Cioplitura celor 25 de uștiori este unită prin arcade peste grinzile de sub streașină, dând impresia unei hore încinse în jurul spațiului sacru. Printr-una din aceste arcade, puțin mai joasă, se intră în biserică, dinspre miazăzi. Între tinda femeilor și biserica bărbaților există o ușă cu portal frumos decorat. Spre altar există trei deschideri, ceea ce sugerează o datare mai aproape de secolul al XVIII-lea, dacă nu chiar de la începutul secolului al XVIII-lea. Nava este boltită cu dulapi și întărită cu arc dublu.
Interiorul este luminat de câteva ferestre mici. Una în axul tindei, una în navă pentru diac și trei la altar. Două ferestre la altar și-au păstrat forma inițială de ochiuți, de cca 3–4 cm lățime, care păstrează o mică scândurică ce se trage între două șipci și servește drept oblon.
Turnul se înalță pe tălpi peste tindă, înalt și îngust. În partea superioară se termină cu un foișor și un coif cu baza rotundă. Crucile peste turn și altar nu sunt de fier, ci de lemn.

## Cimitirul

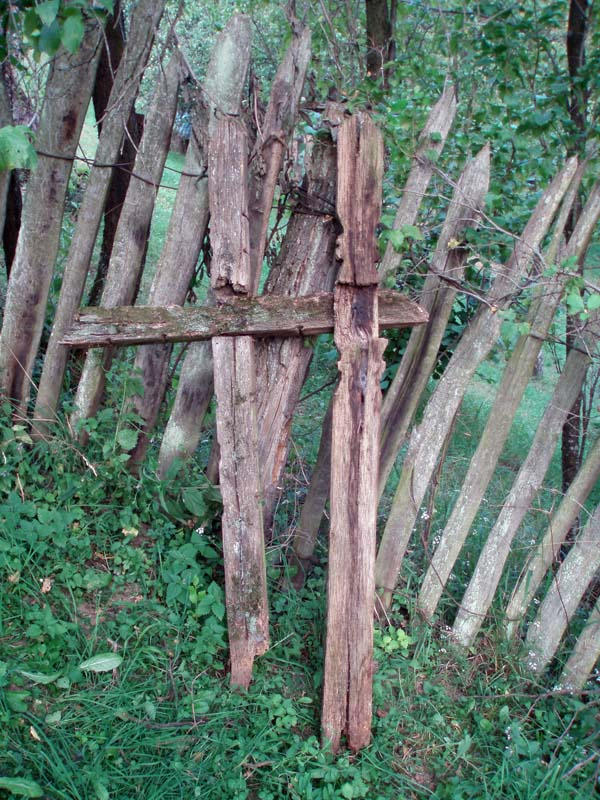
Ultimele cruci de lemn în cimitirul vechi (2007)

Incinta cimitirului vechi este înconjurată cu gard de pari. Se intră prin partea de jos, printr-o portiță de lemn. În cimitir se mai păstrează două cruci putrede, sprijinite de gard, cu urme de cioplitură decorativă. Frumusețea crucilor făcute de meșterul Aurel din Poienița Tomii se mai poate admira la crucile de casă sau de mormânt ridicate în curțile gospodăriilor din sat.

## Galerie imagini

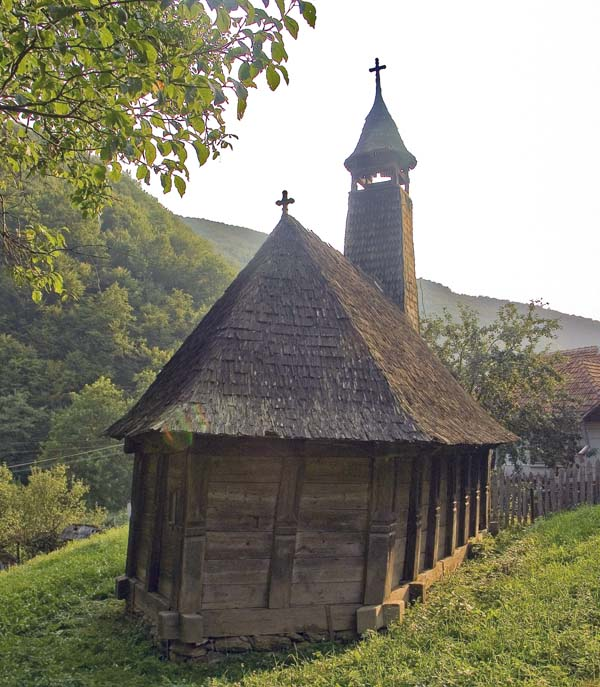
Dosul bisericii, 2007
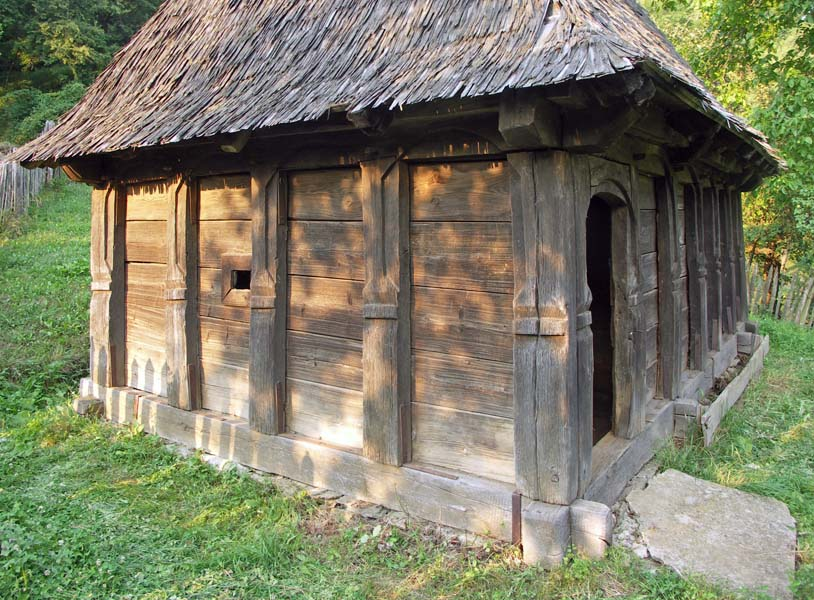
Faţadele de sud şi vest, 2007
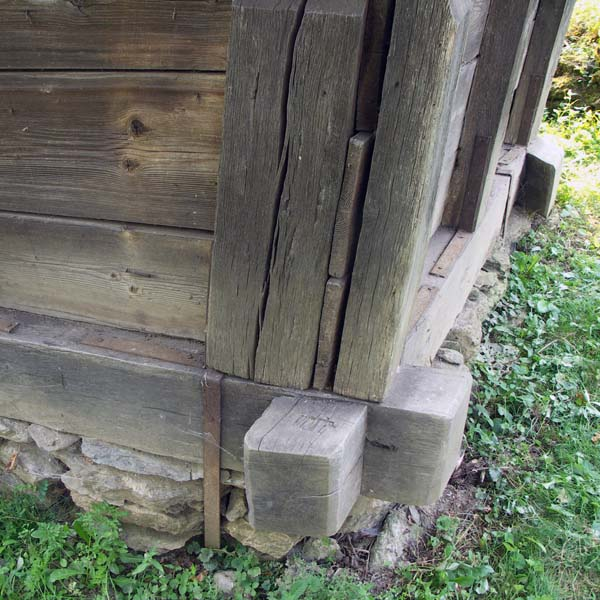
Tălponi şi uştiori în axul altarului, 2007.
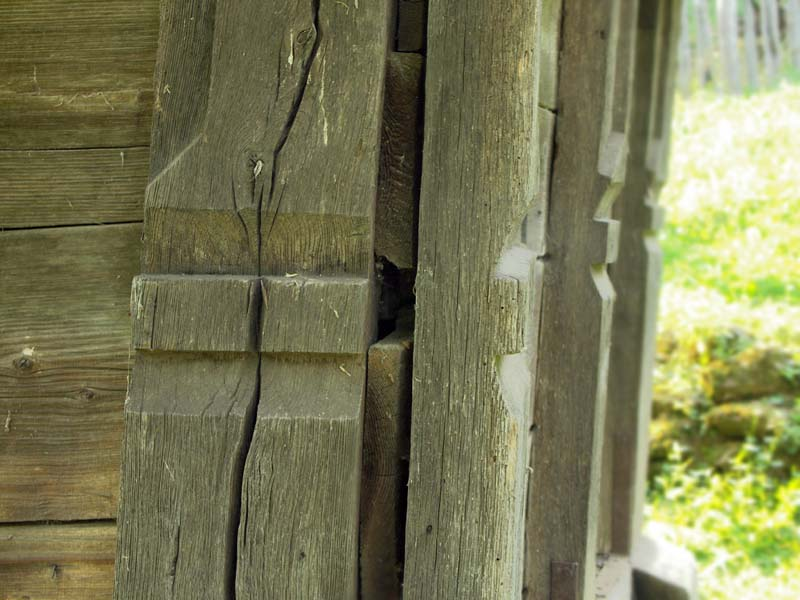
Uştiori împuiaţi la altar, 2007
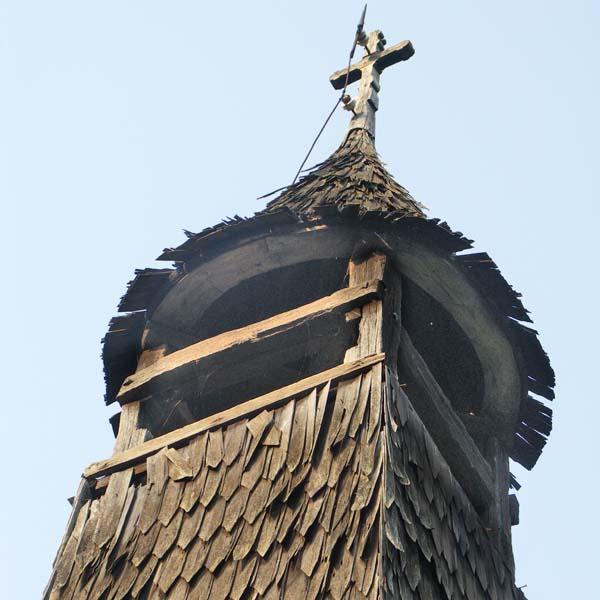
Coiful, 2007
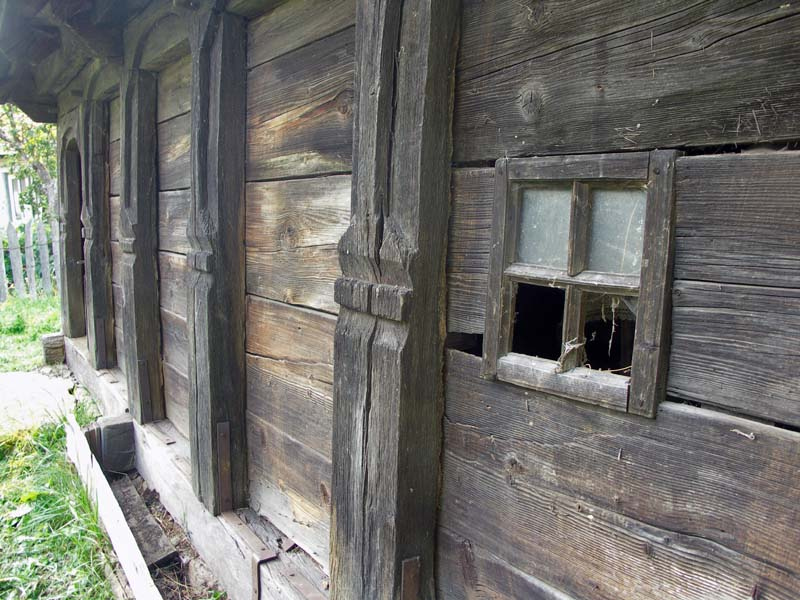
Fereastra cu cruce în peretele sudic, 2007
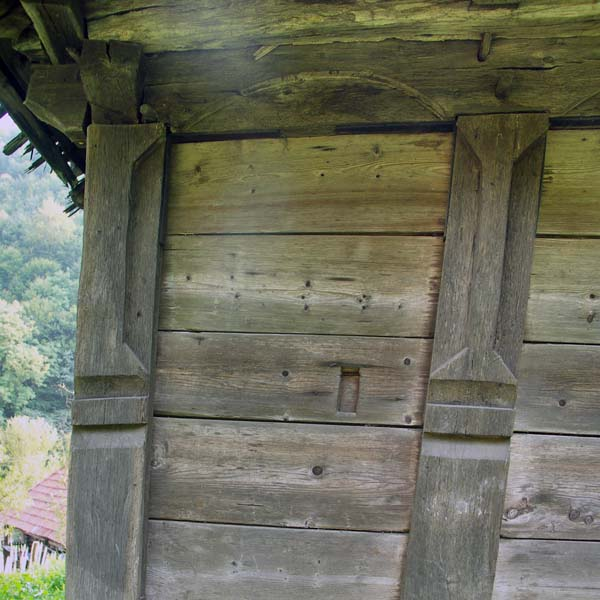
Ochiuţ în altar, nord-est, 2007
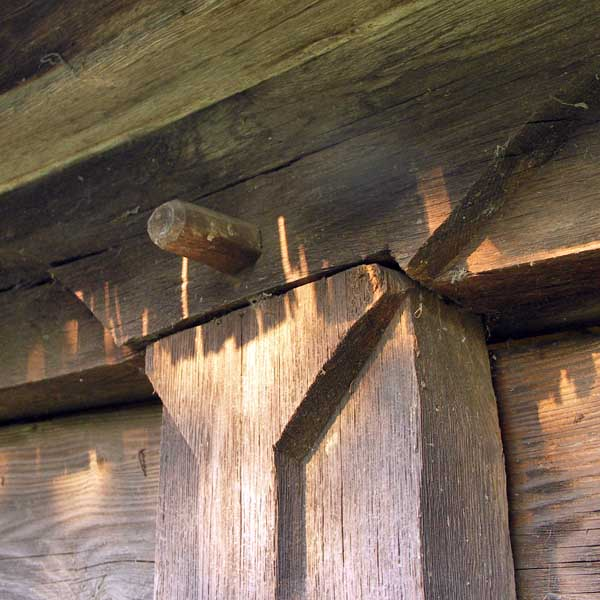
Întâlnirea dintre uştior şi grindă, 2007
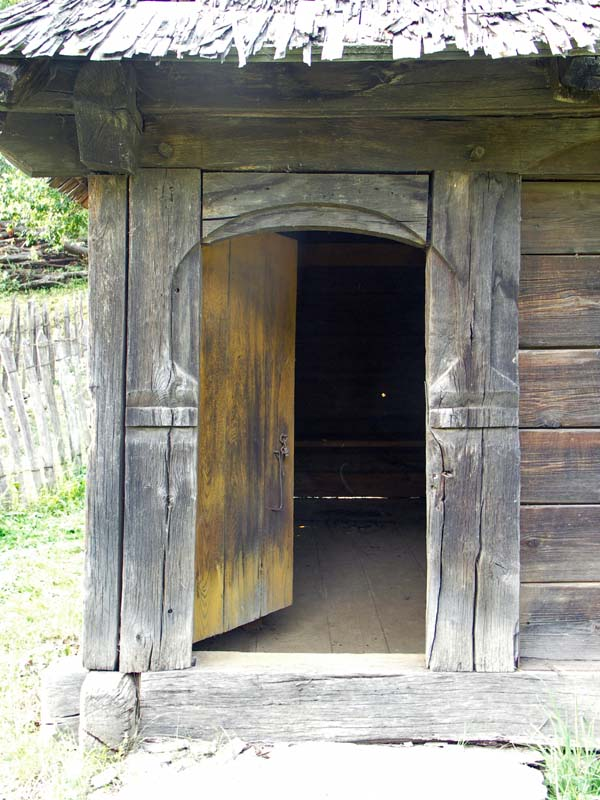
Intrarea în biserică dinspre miazăzi printre doi uştiori, 2007
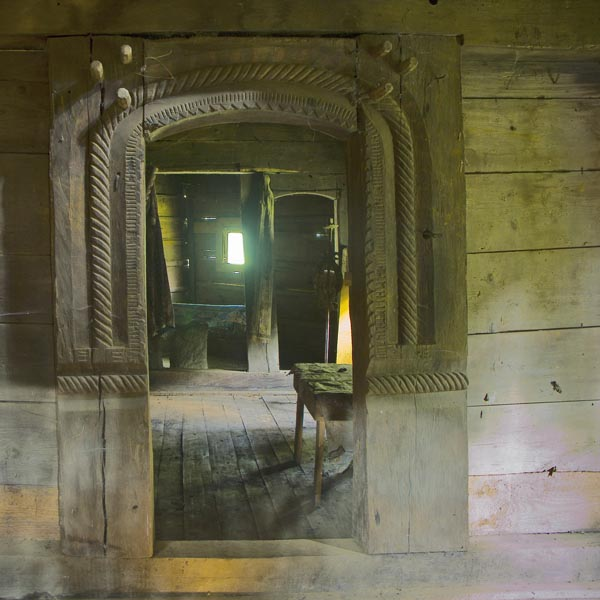
Portalul de intrare în navă, 2007
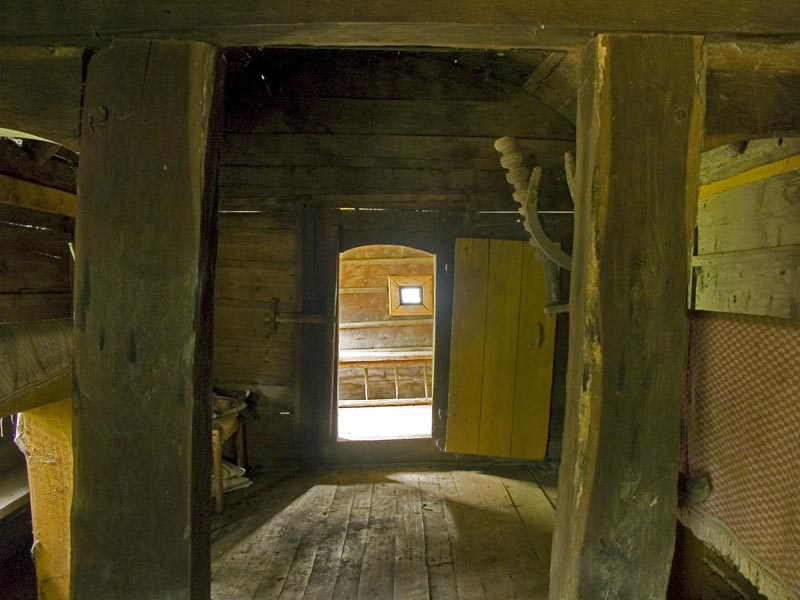
Spre navă şi tinda femeilor, 2007
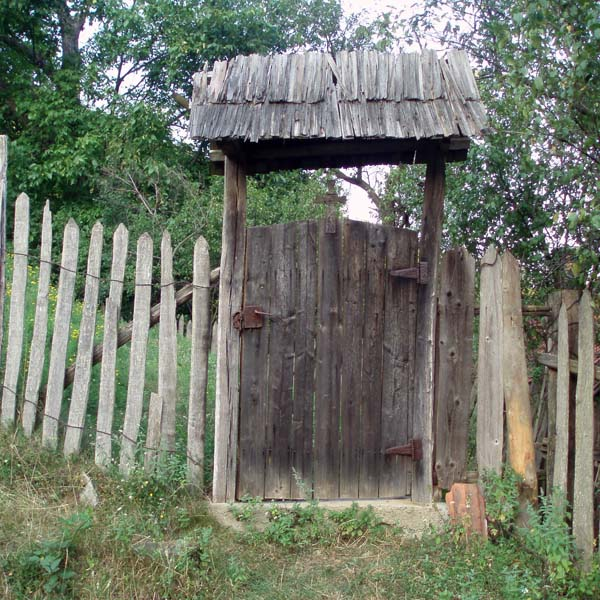
Portiţa de la cimitir, 2007